# 24066 Eriksorensen
24066 Eriksorensen là một tiểu hành tinh vành đai chính với chu kỳ quỹ đạo là 1483.3560651 ngày (4.06 năm).
Nó được phát hiện ngày 4 tháng 10 năm 1999.